# Teissiera milleporoides
Teissiera milleporoides is een hydroïdpoliep uit de familie Teissieridae. De poliep komt uit het geslacht Teissiera. Teissiera milleporoides werd in 1974 voor het eerst wetenschappelijk beschreven door Bouillon. 